# Omphalopappus newtonii
Omphalopappus newtonii là một loài thực vật có hoa trong họ Cúc. Loài này được O.Hoffm. mô tả khoa học đầu tiên.